# ارتش شمالی ژاپن
ارتش شمالی ژاپن (انگلیسی: Northern Army) یکی از پنج ارتش میدانی منطقه‌ای نیروی زمینی دفاع‌ازخود ژاپن است. ستاد مرکزی آن در کمپ ساپورو در ساپورو، هوکایدو قرار دارد و مسئولیت آن دفاع از جزیره هوکایدو است. این یگان بزرگ‌ترین ارتش نیروی زمینی ژاپن است زیرا جمعیت و محدودیت‌های جغرافیایی در هوکایدو کمتر از سایر نقاط ژاپن است. بیشتر اسکادران‌های تانک مدرن نوع تایپ ۹۰ کیو-مارو در ساختار ارتش شمالی قرار دارند. ارتش شمالی ژاپن در سال ۱۹۵۲ تأسیس شد.
ارتش شمالی توسط یک سپهبد فرماندهی می‌شود و دو لشکر و دو تیپ به عنوان نیروهای اصلی خود دارد. این ارتش دارای ۲۸ پادگان، ۱۰ پادگان فرعی و چهار ستاد همکاری منطقه‌ای است.
این ارتش، لشکر ۷، تنها لشکر زرهی ژاپن، را تحت فرماندهی خود دارد و به عنوان یک واحد خط مقدم در استراتژی ضد شوروی در طول جنگ سرد از اهمیت ویژه‌ای برخوردار بود. با انتقال برخی از واحدهای تانک از هونشو و کیوشو به شمال و استقرار ترجیحی تجهیزات جدید، این ارتش دارای چهار لشکر، ۵۰۰۰۰ پرسنل، ۶۰۰ تانک و ۴۰۰ قبضه توپخانه بود.
با پایان جنگ سرد، تهدید مستقیم کاهش یافته و ارتش چین به دلیل نوسازی بیشتر به سمت غرب متمایل شده است، بنابراین پرسنل و تجهیزات (به ویژه توپخانه و تانک) به تدریج در حال کاهش هستند.
امروزه مأموریت ارتش شمالی آماده شدن برای درگیری نظامی در منطقه روسیه (سپاه ۶۸، منطقه نظامی شرقی) است.